# 小行星9239
小行星9239（英語：9239 van Riebeeck）是一颗围绕太阳公转的小行星。1997年5月3日，艾瑞克·怀特·埃尔斯特在拉西拉天文台发现了此天体。
这颗小行星的绝对星等为278.27616等。